# Nicòmac (escultor)
Nicòmac (en llatí Nicomachus, en grec antic Νικόμαχος "Nikómakhos") fou un escultor grec el nom del qual va aparèixer en una base de marbre descobert al segle xix a Atenes.
De la forma de les lletres, la data de la inscripció se situaria entre els escultors del període dels diàdocs (finals del segle iv aC o començament del segle III aC).